# Coxina turibia
Coxina turibia là một loài bướm đêm trong họ Erebidae.